# A Merry Little Christmas (Linda Ronstadt)
A Merry Little Christmas è un album in studio natalizio della cantante statunitense Linda Ronstadt, pubblicato nel 2000.

## Tracce
1. The Christmas Song – 4:24 (Mel Tormé, Bob Wells)
2. I'll Be Home for Christmas – 4:15 (Buck Ram, Kim Gannon, Walter Kent)
3. White Christmas (duet with Rosemary Clooney) – 4:22 (Irving Berlin)
4. Have Yourself a Merry Little Christmas – 3:55 (Hugh Martin, Ralph Blane)
5. River – 4:10 (Joni Mitchell)
6. O come, O come, Emmanuel – 3:29 (John Mason Neale)
7. Xicochi, Xicochi ("Sleep, sleep") – 2:17 (Gaspar Fernandez)
8. I Wonder as I Wander – 3:20 (John Jacob Niles, Traditional)
9. Away in a Manger – 2:08 (Traditional)
10. Lo, How a Rose E're Blooming – 2:10 (Traditional)
11. Welsh Carol – 3:57 (Traditional)
12. Past Three O'Clock – 0:41 (George Ratcliffe Woodward, Traditional)
13. O magnum mysterium – 3:19 (Traditional)
14. Silent Night – 3:06 (Josef Mohr)